# Haute Tension (film, 2003)
Pour les articles homonymes, voir Haute tension (homonymie).
Pour plus de détails, voir Fiche technique et Distribution.
Haute Tension est un film d'horreur français réalisé par Alexandre Aja et sorti en 2003.
Le film suit Marie et Alex qui s'installent pour réviser leurs examens dans la maison de campagne des parents d'Alex. La première nuit n'est même pas terminée que la famille se fait massacrer par un psychopathe. Marie s'étant cachée pendant la série de meurtres, elle décide d'aller aider son amie, qui a été enlevée.

## Synopsis
Une femme portant une blouse d'hôpital, visiblement assise (probablement sur un lit), répète avec une faible voix « J'laisserai plus jamais personne se mettre entre nous ». Cette même femme, court ensuite, seule et ensanglantée, dans des bois. Au même moment, une voiture arrive et la femme se met en travers de sa route dans le but de l'arrêter. La voiture s'arrête, la femme frappe sur la vitre en demandant désespérément au chauffeur de la prendre avec lui.
On comprend alors que la scène précédente n'était qu'un rêve de Marie, que l'on voit avec son amie Alex, dans une voiture, en chemin vers la maison des parents d'Alex, pour étudier pendant un week-end. Pendant la route, le film embraye sur un plan d'une camionnette lugubre. Dedans se tiennent deux personnes : une femme semble faire une fellation à un homme. À la fin de ce plan, on peut voir que l'homme est en réalité tout seul dans la camionnette, car ce qui semblait être une femme n'est, en fait, qu'une tête sans corps.
Nos deux protagonistes arrivent alors à destination. Elles s'installent (Marie au premier étage et Alex au rez-de-chaussée), et, bien après les scènes de présentation de la maison et des parents d'Alex, pendant la nuit, la camionnette lugubre arrive devant la maison. De cette camionnette sort un homme en costume de dépanneur, qui sonne à la porte. Le père d'Alex lui ouvre la porte, et se prend un coup de rasoir dans le crâne par l'homme de la camionnette. Marie entend et écoute les cris de douleur du père, la mettant en garde contre un danger potentiel. L'homme de la camionnette coince la tête du père entre deux barreaux de l'escalier, encore en vie, et pousse avec force une commode, avec la tête du père sur la trajectoire, le décapitant sur le coup. La mère d'Alex se réveille elle aussi, et décide d'aller voir ce qu'il se passe. Elle trouve avec stupeur le corps inanimé et sans tête de son mari, ainsi que le tueur. Paralysée d’effroi, elle reste immobile alors que le tueur s'approche dangereusement d'elle. Pendant ce temps, Marie tente elle aussi de descendre, quand elle entend les cris de douleur de la mère. Dès lors, elle retourne dans sa chambre et cherche une prise téléphonique, dans le but de pouvoir appeler la police (elle pense en avoir trouvé une derrière l'armoire). Elle déplace donc l'armoire, mais entend le tueur monter les escaliers. Sous un coup de panique, elle tente d'effacer toutes traces montrant sa présence. Elle remballe ainsi ses affaires personnelles, refait son lit, et sèche le lavabo. Le tueur rentre sans plus tarder dans la pièce, et commence à chercher la moindre trace d'une personne qui aurait eu le malheur de s'installer dans cette chambre. Après maintes fouilles, il ne trouve rien. Il descend, et, à court de souffle, Marie sort de sous le lit (une partie qu'il avait oublié d'inspecter). Le tueur se dirige dans la chambre d'Alex, et s'attaque à elle (le plan se coupe un peu après le réveil de cette dernière). Marie entend les cris d'Alex et décide de descendre au rez de chaussée. Elle arrive près de la chambre d'Alex, et passe dans la chambre des parents d'Alex à la recherche d'un téléphone fonctionnel. Sans succès, elle se cache dans le placard après avoir entendu des bruits suspects approchant de la chambre. Il s'agissait en fait de la mère d'Alex, encore en vie, rampant désespérément vers le téléphone qui était en réalité derrière le bureau de nuit. Elle commence à composer un numéro, quand le tueur rentre dans la chambre. Il la prend par les cheveux, et l'égorge devant les yeux de Marie, sans pour autant la remarquer. Le tueur part de la pièce, vers une destination inconnue. Marie sort alors du placard et tente elle aussi de composer un numéro, sans succès. Elle retourne vers la chambre d'Alex, et la trouve enchaînée de la tête aux pieds, mais encore en vie. Elle tente de la rassurer, en vain. Marie voit alors le jeune garçon (le petit frère d'Alex) s'enfuir, avec à sa poursuite, le tueur. Le garçon sort de la maison pour aller se réfugier dans les champs de maïs. Le tueur prend un fusil de chasse qu'il avait entreposé dans sa camionnette et tue le garçon, devant les yeux de Marie et Alex, qui étaient spectatrices derrière la fenêtre de la chambre. Marie décide de laisser Alex afin que le tueur ne sache pas qu'il existe une dernière personne dans la maison, et se dirige dans la cuisine dans le but de prendre un couteau de boucher. Pendant ce temps, le tueur revient pour prendre Alex et la mettre dans la camionnette. Marie sort discrètement de la maison. Malgré les efforts de Marie pour être silencieuse, le tueur l'entend et se redirige pour ré-inspecter la maison pour la dernière fois. Marie a cependant réussi à sortir, et se dirige dans la camionnette pour sauver Alex. Pour son plus grand désarroi, le tueur revient, et ferme la porte (avec un cadenas) sans même avoir remarqué Marie. Il démarre et, après plusieurs tentatives de Marie à déverrouiller la porte de la camionnette, elle arrive à une station essence.
Le tueur s'y arrête pour prendre de l'essence. Pendant ce temps, Marie parvient à sortir de la camionnette et à avertir le tenancier de la station que l'homme prenant de l'essence est un tueur. Le tueur vient payer, Marie se cache et, alors que le tenancier voit du sang sur la main du tueur, il tente de prendre un revolver discrètement, mais le tueur lui demande de l'alcool et il va alors chercher une bouteille. Le tueur en profite pour le tuer d'un coup de hache.
Il cherche ensuite Marie mais ne la trouve pas, puis il repart avec sa camionnette. Marie appelle alors la police avec le téléphone de la station mais elle ne parvient pas à donner sa localisation au personnel qui lui répond. Énervée, elle raccroche et décide de s'occuper seule du tueur. Elle s'empare alors du revolver et de la voiture du tenancier et part à sa poursuite.
Cependant, le tueur la remarque et parvient à passer derrière elle sur une route de forêt et ainsi à la tamponner. Elle se rend alors compte que le revolver est déchargé (on voit que le tueur a pris les balles). A un moment, le tueur parvient à faire sortir de la route la voiture de Marie qui fait un tonneau et s'écrase. Marie sort de sa voiture et prend la fuite vers un verger couvert de bâches. Le tueur la poursuit et, au cours d'un combat, Marie parvient à le tuer.
Un passage nous montre la police qui a trouvé la station depuis laquelle Marie les a appelés. Lorsque les policiers regardent la caméra de surveillance de la station, on se rend compte que c'est en fait Marie qui a tué le tenancier de la station à la hache. On comprend donc que c'est elle le tueur.
Marie revient alors vers son amie et la libère. Cependant, cette dernière reste terrifiée et utilise un couteau (celui dont s'était emparée Marie plus tôt, elle l'avait laissé dans la camionnette lors de sa fuite à la station service) pour menacer Marie et prendre la fuite à travers le bois. Marie, sous forme du tueur, la poursuit armée d'une scie à métaux. La scène du rêve de Marie de début de film est alors vécue par Alex, qui arrête une voiture et monte à l'arrière. Marie arrive et abat le conducteur, qui n'arrive pas à démarrer. Alex sort de la voiture avec une barre de fer. Marie la suit sous la forme du tueur. Elle menace son amie en lui demandant si elle est amoureuse d'elle, Alex craque et répond oui. Alors que Marie se penche pour l'embrasser, Alex la transperce avec sa barre de fer.
Finalement, on voit Marie assise sur son lit attachée en blouse comme au début du film et répétant la même phrase. Alex va la voir à travers une vitre teintée et Marie se tourne vers elle et lui tend les bras.

## Fiche technique
Sauf indication contraire, les informations mentionnées dans cette section peuvent être confirmées par la base de données cinématographiques IMDb,  présente dans la section « Liens externes ».
- Titre original : Haute Tension
- Titres internationaux : High Tension et Switchblade Romance
- Réalisation : Alexandre Aja
- Scénario : Alexandre Aja et Grégory Levasseur
- Musique : François-Eudes Chanfrault
- Photographie : Maxime Alexandre
- Montage : Didier Lozahic
- Décors : Renald Cotte Verdy et Tony Egry
- Direction artistique : Grégory Levasseur
- Production : Alexandre Arcady et Robert Benmussa
- Sociétés de production : Alexandre Films et EuropaCorp
- Société de distribution : EuropaCorp Distribution
- Budget : 2,5 millions d'euros[1]
- Pays d'origine :  France
- Format : couleur - 2,35:1 - Dolby Digital - 35 mm
- Genre : horreur, thriller
- Durée : 91 minutes
- Dates de sortie :
  - France : 18 juin 2003
  - Belgique : 8 octobre 2003
  - Québec : 5 août 2005
- Classification : interdit aux moins de 16 ans lors de sa sortie en France

## Distribution
- Cécile de France : Marie
- Maïwenn : Alexia « Alex » Soral (créditée comme Maïwenn Le Besco)
- Philippe Nahon : le tueur
- Franck Khalfoun : Jimmy, le pompiste
- Andreï Finti : Daniel Soral, le père d'Alex
- Oana Pellea : Mme Soral, la mère d'Alex
- Marco Claudiu Pascu : Tom Soral
- Jean-Claude de Goros : le capitaine de la gendarmerie
- Bogdan Uritescu (de) : gendarme Fernand
- Gabriel Spahiu (en) : l'homme dans la voiture

## Production
Tout comme son premier long métrage, Alexandre Aja collabore ici avec Grégory Levasseur, un ami rencontré au lycée, pour l'écriture du scénario. Alors que le premier assure la mise en scène, le second déclare : « Nous nous connaissons depuis assez longtemps pour nous compléter parfaitement. Les scénarios s'écrivent à deux, puis Alexandre s'occupe de la réalisation et moi je me consacre à la direction artistique du film. »
Alexandre Aja explique avoir voulu avec ce film : « Aujourd'hui, la plupart des films d'horreur fonctionnent sur le mode ironique, on tourne le genre en dérision tout en utilisant ses ficelles, comme si plus personne ne l'assumait. Pour notre part, nous souhaitions retourner à la source, plonger le spectateur dans un vrai survival, une expérience au sens propre du terme. »
Le tournage s'est déroulé en Roumanie, notamment à Bucarest et dans les studios Mediapro Pictures. L'équipe a du lutter en pleine nuit contre de très basses températures. Cécile de France et Maïwenn ont dû supporter des scènes très physiques, le plus souvent en pyjama et pieds nus, avec du faux sang collé sur le corps.
Cécile de France a fait elle-même la plupart de ses cascades en voiture, elle reçut un entrainement très intense. Elle a notamment été coachée pendant deux mois par l'ancien champion de boxe thaï amateur Édouard Nikitine.

## Bande originale
Le single New Born de Muse figure sur la bande originale du film.

## Accueil

### Accueil critique
Le film reçoit des critiques globalement mitigées. Sur l'agrégateur américain Rotten Tomatoes, il récolte 41% d'opinions favorables pour 132 critiques et une note moyenne de 5,3⁄10. Le consensus suivant résume les critiques compilées par le site : « Il y a en effet une bonne dose de tension dans ce slasher français, mais le doublage est mauvais et le twist final n'est pas crédible ». Sur Metacritic, il obtient une note moyenne de 42⁄100 pour 30 critiques.
En France, le film obtient une note moyenne de 2,8⁄5 sur le site AlloCiné, qui recense 12 titres de presse.

### Box-office
| Pays ou région    | Box-office      | Date d'arrêt du box-office | Nombre de semaines |
| ----------------- | --------------- | -------------------------- | ------------------ |
| États-Unis Canada | 3 681 066 $     | 30 juin 2005               | 3                  |
| France            | 110 544 entrées |                            | -                  |
| Total mondial     | 6 291 958 $     | -                          | -                  |

Sorti aux États-Unis, au Royaume-Uni et au Canada après son maigre succès en France, il eut plus de succès en Amérique, notamment critique, ce qui valut au réalisateur une bonne renommée et la possibilité de réaliser des films aux États-Unis.

## Distinctions
- Grand Prix du film fantastique européen, meilleur réalisateur pour Alexandre Aja, meilleure actrice pour Cécile De France et meilleurs maquillages pour Giannetto De Rossi, lors du festival international du film de Catalogne 2003.
- Nomination au Grand Prix du film fantastique européen, lors du festival du film fantastique d'Amsterdam 2004.